# 世界の秘境で大発見!日本食堂
『世界の秘境で大発見!日本食堂』（せかいのひきょうでだいはっけん!にほんしょくどう）は、テレビ東京系列局で不定期に放送されているテレビ東京製作のグルメバラエティ番組・ドキュメンタリー番組である。

## 概要
日本から遠く離れた場所にある日本料理の店を捜索し、そこにはどのような料理があるのか、そしてその店の経営者はどのようないきさつで異国の地に店を開いたのかを紹介している。司会は毎回名倉潤が務めている。
第4回までは金曜19時台・20時台に放送されていたが、2012年4月に同じく名倉が出演する『ネプ&イモトの世界番付』（日本テレビ）が金曜20時台へ移動したことから、第5回以降は主に『日曜ビッグバラエティ』内で放送されていた。2017年4月7日の放送を最後にしばらくの間は放送されていなかったが、2025年1月2日に8年ぶりに放送された。

## 出演者

### 司会
- 名倉潤（ネプチューン） - 第1回から司会を担当。

### 進行
- 今井美桜 - 第22回、第23回に出演。
- 田﨑さくら - 第24回に出演。

### レギュラーゲスト
- 間寛平 - 第1回から出演していた（第7・11回を除く）。
- はるな愛 - 第1回から出演していた（第6回を除く）。
- 河本準一（次長課長） - 第3回から出演していた（第5・6回を除く）。

## 放送日時
| 回数   | 放送日         | 日時               | ゲスト                                                                       |
| ------ | -------------- | ------------------ | ---------------------------------------------------------------------------- |
| 第1回  | 2011年4月1日   | 金曜 19:00 - 20:54 | 若林正恭（オードリー）                                                       |
| 第2回  | 2011年8月26日  | 金曜 19:00 - 20:54 | オードリー、桃華絵里                                                         |
| 第3回  | 2011年11月25日 | 金曜 19:00 - 20:50 | 春日俊彰（オードリー）、桃華絵里                                             |
| 第4回  | 2012年2月17日  | 金曜 19:00 - 20:50 | 桃華絵里、小林麻耶                                                           |
| 第5回  | 2012年6月17日  | 日曜 19:54 - 21:48 | 小林麻耶、トリンドル玲奈、杉原杏璃                                           |
| 第6回  | 2012年11月25日 | 日曜 19:54 - 21:48 | 小林麻耶、久本雅美、渡部陽一、中村アン                                       |
| 第7回  | 2012年12月30日 | 日曜 18:30 - 21:54 | 小林麻耶、北大路欣也、ラブリ                                                 |
| 第8回  | 2013年3月24日  | 日曜 19:54 - 21:48 | 小林麻耶、絵美里                                                             |
| 第9回  | 2013年6月30日  | 日曜 19:54 - 21:48 | 絵美里、杉原杏璃                                                             |
| 第10回 | 2013年9月22日  | 日曜 19:54 - 21:48 | 絵美里、押切もえ                                                             |
| 第11回 | 2013年11月24日 | 日曜 19:54 - 21:48 | 絵美里、赤井英和、桃華絵里                                                   |
| 第12回 | 2013年12月29日 | 日曜 18:30 - 21:48 | 北大路欣也、間寛平、はるな愛、河本準一（次長課長）、桃華絵里                 |
| 第13回 | 2014年3月23日  | 日曜 18:30 - 21:48 | 華原朋美、河本準一（次長課長）、杉原杏璃、高橋克典、桃華絵里                 |
| 第14回 | 2014年6月29日  | 日曜 18:30 - 21:48 | かたせ梨乃、河本準一（次長課長）、井上和香、中村アン、松本あゆ美             |
| 第15回 | 2014年10月12日 | 日曜 18:30 - 20:54 | 華原朋美、小泉孝太郎、河本準一（次長課長）、杉原杏璃、間寛平                 |
| 第16回 | 2014年11月30日 | 日曜 19:54 - 21:48 | 北川富紀子、河本準一（次長課長）、武田鉄矢、広瀬アリス、矢吹春奈             |
| 第17回 | 2015年3月15日  | 日曜 19:54 - 21:48 | 華原朋美、河本準一（次長課長）、間寛平、桃華絵里、森下悠里                   |
| 第18回 | 2016年1月1日   | 金曜 16:00 - 17:55 | 華原朋美、佐藤隆太、高橋茂雄（サバンナ）、久本雅美、桃華絵里                 |
| 第19回 | 2016年1月24日  | 日曜 19:54 - 21:48 | 華原朋美、河本準一（次長課長）、杉原杏璃、高橋英樹、三浦理恵子               |
| 第20回 | 2017年1月1日   | 日曜 15:50 - 17:30 | 泉谷しげる、河本準一（次長課長）、中島裕翔（Hey!Say!JUMP）、菜々緒、森下悠里 |
| 第21回 | 2017年4月7日   | 金曜 18:55 - 20:50 | 朝比奈彩、河本準一（次長課長）、佐野ひなこ、寺島進、三浦理恵子               |
| 第22回 | 2025年1月2日   | 木曜 21:55 - 23:55 | 小倉優子、小峠英二（バイきんぐ）、後藤真希、長嶋一茂                         |
| 第23回 | 2025年5月15日  | 木曜 18:25 - 21:54 | 高橋茂雄（サバンナ）、長嶋一茂、松下由樹、山下葉留花（日向坂46）             |
| 第24回 | 2025年6月20日  | 金曜 19:25 - 21:54 | 市川紗椰、大西流星（なにわ男子）、児嶋一哉（アンジャッシュ）、檀れい         |

## スタッフ

### 第24回（2025年6月20日放送分）
※特出が無いものは第3回以降欠かさずに関わっているスタッフ
- ナレーション：バッキー木場
- 構成：西田哲也、つじまこと、はしもとこうじ、八代丈寛、荘所哲也、工藤渉、キンダイチ、今田佑、加藤ゆうた、皆川嘉久（西田〜はしもと→第? - 7、10・11・22回 - 、今田→第9 - 11回までリサーチ、八代〜皆川→第22回 - ）
- TD：高村和隆（第23回 - ）
- VE：佐久間元貴（第22回 - ）
- カメラ：村山将太（第23回 - ）
- 音声︰長岡佳祐（第23回 - ）
- 美術：金森明日香[1]（第4 - 11・22回 - ）
- 照明：長治憲明（第23回 - ）
- 大道具：吉田陽光（第24回）
- 小道具：山下正美（第22回 - ）
- メイク：山田かつら
- フードコーディネーター：amacoven（第22回 - ）
- 技術協力：テクノマックス、テレビ東京アート
- ロケ技術：小西賢輔（第23回 - ）
- 編集：布山隆治（aai、第22回 - ）
- MA：赤羽充（aai、第23回 - ）
- 音効：柳沢三重子（第3・5 - 11・22回 - ）
- 番宣：川合真鈴（第22回 - ）、北川味来（第23回 - ）
- リサーチ︰J-Cast・スコープ（第22回 - ）
- ロケコーディネーター︰永松真紀（第24回）
- イラスト︰安居院一展（第24回）
- AP：神山亜弓[2]（第6 - 11・22回 - ）
- デスク︰小椋美沙（第22回 - ）
- AD：可知学・和田幸恭（第22回 - ）、安野咲結華・門田陽和（第23回 - ）
- FD︰佐久間裕（第22回 - ）
- ディレクター：赤木達也（第23回 - ）、藤村大輝（第24回）
- 演出︰増本敬（第24回）
- 総合演出：福井亮一（第22回 - 、第3 - 7・10回ではディレクター→一時離脱）
- プロデューサー：森美恵子（第22回 - 、第7 - 11回ではAP）
- チーフプロデューサー：水谷豊（第22回 - 、第1〜11回までプロデューサー）
- 制作協力：ZIPPY PRODUCTION（第3・4・22回 - ）、BLOOM（第22回 - ）
- 制作著作：テレビ東京

### 過去
- ナレーション：池田昌子（第1 - 4・6・7・9 - 11回）
- 構成：須平敦宣（第? - 7回）、佐藤ちゃっかり（第? - 9回）
- TD：榎本吉雄（第3回）、田中圭介（第4 - 7回）、野瀬一成（第8・9回）、菊地裕介（第10・11回）、藤本茂樹（第22回）
- SW：先崎聡（第3回）
- VE：田中昭博（第3回）、三浦宏一（第4 - 6回）、北村宏一（第7回）、佐藤誠二（第8回）、小峰信彦（第9 - 11回）
- カメラ：大野勝之（第3回）、吉田健吾（第4・6・7回）、丸山真平（第5・8 - 10回）、星野寿子（第11回）、山田大介（第22回）
- 音声：西崎聖美（第3回）、田中英治（第6回）、五十嵐公彦（第4・5・7回）、西山恵美子（第8・10回）、星川真視（第9・11・22回）
- 照明：山崎康紀（第3回）、小林瑞雪（第4・5回）、古川雅士（第9回）、翁美希子（第6 - 8、10・11回）、曽我秀樹（第22回）
- 美術：小越敏彦（第3回）
- 大道具：増山達也（第3回）、高橋幸男（第4回）、西崎徳彦（第5回）、川島恵（第6回）、遠藤直貴（第7 - 11回）、上村みのり（第22・23回）
- 小道具：渡辺貴俊（第8回）、植田幸奈[3]（第3 - 7・9 - 11回）
- アクリル装飾：八島貴広（第11回）
- フードコーディネーター：田中麻衣子（第3回）、住川啓子（第5・6回）、秋元紀子（第7回）、ラブニール（第8 - 10回）、佐世あやか・松枝亜紀（第11回）
- 技術協力：八峯テレビ（第3回）、タムコ（第3回）、ALTX（第4 - 8回）、ファーストハンド（第4 - 11回）
- ロケ技術：石川泰行（第3回）、日暮純（第3回）、袖山尚之（第3 - 5回）、田中譲二（第5回）、三浦貴広（第6回）、宮川公一郎（第7回）、飯田一志（第7回）、渡邊隆久（第7回）、田中哲哉（第7・8回）、小瀧裕之（第6・8回）、矢野哲夫（第4・8回）、清原光彰（第4 - 7・9回）、亀崎清史（第9回）、山本啓太（第3・5・9・10回）、野中康弘（第11回）、関根智之・福田禎之（第10・11回）、池田昌俊（第22回）、高橋勇士（第22・23回）
- 編集：一戸隼人（第6回）、城石光（第5・7回）、北代昇司（第8回）、岩崎慎一（第10回）、近藤裕彦（第3 - 5・7 - 11回）、宮部真也（第9・11回）
- MA：岡田晋一（第3 - 5・7回）、黒川博光（第6 - 11回）、坂入寛章（aai、第22回）
- 音効：和気誠司（第4回）
- CG→タイトルCG：島崎巨展（第5 - 11回）
- リサーチ：岡本順子・國重直希（第5 - 8回）
- ロケコーディネーター︰NTV EUROPE（第22回）、インダス・ヘリテイジ（第23回）
- 協力︰ライ麦ハウスベーカリー（第23回）
- 番宣：山室泰造（第? - 9・11回）
- デスク：野本梢（第6 - 9回）、田口奈実（第23回）
- FD：上出遼平（第9回）、三宅優樹（第3 - 5・7・8・10回）、朝比奈諒（第6・11回）
- AD：金琴實（第3回）、村崎霞（第4回）、橋本祐一（第5回）、舩津翔（第3 - 6回）、勝井寛敏（第6・7回）、増本敬・孫明雅（第7 - 11回）、森里佳[4]（第9 - 11回）、渡邉凌（第22回）
- AP：高川浩子（第5回）、斎藤恵（第7 - 10回）、長谷川天真（第23回）
- ディレクター：日向健（第5回）、桑原慶介（第6回）、小平英希・須藤拓也（第7回）、照井有（第3・4・8回）、西村洋祐（第8回）、梁瀬久・佐藤博樹（第9回）、徳永英一（第11回）、島袋みさと（第10・11回）、ヨシダマリ（第? - 8・10・11回）、太田大介（第3・5・22・23回）
- 演出：西古屋竜太（第? - 10回）、小滝香一[5]（第7 - 11回）、吉川翔（第23回）
- プロデューサー︰小幡真万
- チーフプロデューサー：不在（第? - 5回）→加藤正敏（第6 - 9回）→関光晴（第10・11回）
- 制作協力：AWAS（第5 - 11回）